# Poughkeepsie
 For alternative betydninger, se Adams. (Se også artikler, som begynder med Adams)
Pougkeepsie er en by i delstaten New York i USA. Byen har 31.577 (2020) indbyggere. Den er hovedby i det amerikanske county Dutchess County.